# The Jeffersons
The Jeffersons est une sitcom américaine en 253 épisodes de 25 minutes créée par Don Nicholl, Michael Ross et Bernie West, et diffusée entre le 18 janvier 1975 et le 25 juin 1985 sur le réseau CBS. C'est une série dérivée de All in the Family. Cette série a mis en scène l'un des premiers couples interraciaux apparaissant régulièrement en première partie de soirée à la télévision.
Cette série est inédite dans tous les pays francophones.

## Distribution
- Sherman Hemsley : George Jefferson
- Isabel Sanford : Louise Jefferson
- Marla Gibbs : Florence Johnston (207 épisodes)
- Roxie Roker : Helen Willis (195 épisodes)
- Franklin Cover : Tom Willis (188 épisodes)
- Paul Benedict : Harry Bentley (150 épisodes)
- Berlinda Tolbert (en) : Jenny Willis Jefferson (66 épisodes)
- Ned Wertimer (en) : Ralph Hart (57 épisodes)
- Damon Evans (en) : Lionel Jefferson (36 épisodes, 1975-1977)
- Zara Cully : Olivia Jefferson (35 épisodes, 1975-1978)
- Mike Evans : Lionel Jefferson (35 épisodes)
- Jay Hammer (en) : Alan Willis (8 épisodes, 1978-1979)
- Ebonie Smith (arz) : Jessica Jefferson (4 épisodes, 1984-1985)

## Récompenses
- Emmy Award 1981 : Meilleure actrice dans une série comique pour Isabel Sanford